# Allmänna Idrottsklubben Fotboll 2024
Questa voce raccoglie le informazioni riguardanti l'Allmänna Idrottsklubben Fotboll, meglio conosciuto come AIK, nelle competizioni ufficiali della stagione 2024.

## Maglie e sponsor
Nike è nuovamente sponsor tecnico, mentre il main sponsor è per il secondo anno l'app Truecaller.

La prima maglia presenta il classico colore nero con inserti gialli, la seconda maglia invece è bianca con una banda orizzontale gialla bordata di nero che figura sul petto.
| Casa | Trasferta |

## Rosa
| N. |                      | Ruolo | Calciatore                           |
| -- | -------------------- | ----- | ------------------------------------ |
| 2  | Norvegia (bandiera)  | D     | Eskil Edh                            |
| 3  | Svezia (bandiera)    | D     | Thomas Isherwood                     |
| 4  | Svezia (bandiera)    | D     | Sotirios Papagiannopoulos            |
| 5  | Svezia (bandiera)    | D     | Alexander Milošević (capitano)       |
| 6  | Norvegia (bandiera)  | C     | Martin Ellingsen                     |
| 7  | Svezia (bandiera)    | C     | Anton Salétros                       |
| 8  | Mali (bandiera)      | C     | Ismaila Coulibaly                    |
| 8  | Finlandia (bandiera) | C     | Onni Valakari                        |
| 9  | Palestina (bandiera) | A     | Omar Faraj                           |
| 10 | Kosovo (bandiera)    | C     | Bersant Celina                       |
| 11 | Svezia (bandiera)    | A     | John Guidetti                        |
| 12 | Svezia (bandiera)    | D     | Axel Björnström                      |
| 15 | Svezia (bandiera)    | P     | Kristoffer Nordfeldt (vice capitano) |

| N. |                                 | Ruolo | Calciatore                |
| -- | ------------------------------- | ----- | ------------------------- |
| 16 | Danimarca (bandiera)            | D     | Benjamin Tiedemann Hansen |
| 17 | Danimarca (bandiera)            | D     | Mads Døhr Thychosen       |
| 18 | Svezia (bandiera)               | C     | Abdihakin Ali             |
| 19 | Bosnia ed Erzegovina (bandiera) | C     | Dino Beširović            |
| 20 | Svezia (bandiera)               | C     | Oscar Uddenäs             |
| 24 | Spagna (bandiera)               | C     | Lamine Fanne Dabo         |
| 28 | Cipro (bandiera)                | A     | Iōannīs Pittas            |
| 30 | Mali (bandiera)                 | P     | Ismael Diawara            |
| 32 | Angola (bandiera)               | C     | Rui Modesto               |
| 34 | Svezia (bandiera)               | C     | Erik Ring                 |
| 37 | Svezia (bandiera)               | D     | Ahmad Faqa                |
| 43 | Svezia (bandiera)               | C     | Victor Andersson          |
| 45 | Svezia (bandiera)               | C     | Taha Ayari                |

## Risultati

### Allsvenskan

#### Girone di andata
| Arbitro: | Granit Maqedonci |

|                 |           |  |
| Rui Modesto 53’ | Marcatori |  |

| Arbitro: | Kristoffer Karlsson |

|                          |           |                         |
| Fritzson 31’ Vasić 90+2’ | Marcatori | 53’ Rui Modesto 70’ Ali |

| Arbitro: | Victor Wolf |

|                      |           |            |
| Thychosen 73’ (aut.) | Marcatori | 60’ Pittas |

| Arbitro: | Glenn Nyberg |

|                       |           |  |
| Celina 57’ Pittas 75’ | Marcatori |  |

| Arbitro: | Tess Olofsson |

|                              |           |  |
| Edh 19’ Tiedemann Hansen 45’ | Marcatori |  |

| Arbitro: | Joakim Östling |

|                                                                                        |           |  |
| Botheim 15’ Kiese Thelin 32’ Tiedemann Hansen 45+1’ (aut.) Nanasi 57’ Kiese Thelin 71’ | Marcatori |  |

| Arbitro: | Oscar Johnson |

|                                                                                 |           |                          |
| Beširović 15’ Thychosen 37’ Pittas 45+1’ Coulibaly 69’ Pittas 76’ Coulibaly 85’ | Marcatori | 48’ Nyman 52’ Traustason |

| Arbitro: | Adam Ladebäck |

|              |           |                                     |
| Celina 90+6’ | Marcatori | 25’ Milleskog 53’ Salech 63’ Salech |

| Arbitro: | Granit Maqedonci |

|                                                                            |           |            |
| Abdullai 6’ Abdullai 18’ Qasem 45+1’ Baidoo 51’ Qasem 60’ Qasem 89’ (rig.) | Marcatori | 73’ Celina |

| Arbitro: | Kristoffer Karlsson |

|                   |           |            |
| Pinas 60’ Gül 74’ | Marcatori | 79’ Pittas |

| Arbitro: | Victor Wolf |

|                                                                         |           |                          |
| Faraj 34’ Salétros 67’ Svensson 75’ (aut.) Beširović 90+4’ Pittas 90+7’ | Marcatori | 26’ Pettersson 51’ Wendt |

| Arbitro: | Joakim Östling |

|                                                                     |           |            |
| Friðriksson 21’ Papagiannopoulos 42’ (aut.) Layouni 50’ Rygaard 53’ | Marcatori | 57’ Pittas |

| Arbitro: | Fredrik Klitte |

|            |           |                         |
| Pittas 63’ | Marcatori | 34’ Trenskow 75’ Gojani |

| Arbitro: | Kristoffer Karlsson |

|             |           |                            |
| Granath 21’ | Marcatori | 14’ Rui Modesto 57’ Pittas |

| Arbitro: | Oscar Johnson |

|                             |           |  |
| Norén 40’ Ahl Holmström 81’ | Marcatori |  |

#### Girone di ritorno
| Arbitro: | Adam Ladebäck |

|  |           |             |
|  | Marcatori | 3’ Lundgren |

| Arbitro: | Mohammed Al-Hakim |

|                |           |                               |
| V. Granath 41’ | Marcatori | 25’ Rui Modesto 34’ Beširović |

| Arbitro: | Joakim Östling |

|                 |           |  |
| Rui Modesto 56’ | Marcatori |  |

| Arbitro: | Victor Wolf |

|  |           |                            |
|  | Marcatori | 39’ Celina 63’ Rui Modesto |

| Arbitro: | Fredrik Klitte |

|                           |           |                       |
| Pittas 34’ Salétros 45+4’ | Marcatori | 10’ Timossi Andersson |

| Arbitro: | Granit Maqedonci |

|  |           |           |
|  | Marcatori | 4’ Pittas |

| Solna 15 settembre 2024, ore 14:00 22ª giornata | AIK               | 0 – 0 referto | Malmö FF | Strawberry Arena (27 595 spett.)\| Arbitro: \| Mohammed Al-Hakim \| |
| Arbitro:                                        | Mohammed Al-Hakim |               |          |                                                                     |

| Arbitro: | Adam Ladebäck |

|  |           |              |
|  | Marcatori | 49’ Valakari |

| Arbitro: | Kristoffer Karlsson |

|  |           |                      |
|  | Marcatori | 62’ Tiedemann Hansen |

| Arbitro: | Glenn Nyberg |

|                |           |  |
| Guidetti 90+2’ | Marcatori |  |

| Arbitro: | Richard Sundell |

|  |           |                           |
|  | Marcatori | 56’ Gustafson 73’ Youssef |

| Arbitro: | Oscar Johnson |

|             |           |                                      |
| Ohlsson 88’ | Marcatori | 30’ Beširović 90+6’ Tiedemann Hansen |

| Arbitro: | Adam Ladebäck |

|                         |           |                    |
| Pittas 2’ Beširović 68’ | Marcatori | 82’ (rig.) Hedlund |

| Arbitro: | Glenn Nyberg |

|                   |           |  |
| Pittas 26’ (aut.) | Marcatori |  |

| Arbitro: | Kristoffer Karlsson |

|                                                           |           |            |
| Pittas 29’ Valakari 44’ Edh 45+1’ Salétros 60’ Pittas 88’ | Marcatori | 32’ Agnero |

### Svenska Cupen 2023-2024

#### Gruppo 4
| Arbitro: | Adi Aganovic |

|                                               |           |              |
| Pittas 18’ Rui Modesto 74’ Faraj 90+2’ (rig.) | Marcatori | 10’ Holmberg |

| Arbitro: | Glenn Nyberg |

|              |           |  |
| Salétros 83’ | Marcatori |  |

| Arbitro: | Adam Ladebäck |

|              |           |                 |
| Trenskow 66’ | Marcatori | 41’ Rui Modesto |

#### Fase finale
| Arbitro: | Fredrik Klitte |

|                         |           |                                     |
| A. Johansson 41’ (rig.) | Marcatori | 7’ Rui Modesto 12’ Faraj 59’ Pittas |

| Arbitro: | Mohammed Al-Hakim |

|                                   |                      |                                  |
| Andersson 90+6’                   | Marcatori            | 14’ Bergvall                     |
| Pittas Salétros Celina Ring Ayari | Tiri di rigore 2 – 3 | Danielson Ekdal Gulliksen Hümmet |

### Svenska Cupen 2024-2025
| Arbitro: | Erik Mattsson |

|               |           |                                                                                   |
| Hallenius 55’ | Marcatori | 3’ Salétros 11’ Guidetti 31’ Faraj 41’ Thychosen 44’ Björnström 58’ Edh 63’ Faraj |